# Laangenaker
Laangenaker är en kulle i Luxemburg. Den ligger i kommunen Parc Hosingen, i den norra delen av landet, 45 kilometer norr om staden Luxemburg. Toppen på Laangenaker är 501 meter över havet.